# Вольфрам, Хервиг
Хервиг Вольфрам (Гервиг Вольфрам; нем. Herwig Wolfram; род. 14 февраля 1934, Вена) — австрийский историк. Доктор. Эмерит-профессор средневековой истории Венского университета. Член Австрийской Академии Наук, членкор Британской академии (1996). Наиболее известен своей работой «История готов» (1979).

## Биография
С 1969 года профессор истории средних веков Венского университета, в 1981—1983 годах — декан факультета гуманитарных наук.
В 1983—2002 годах — директор Австрийского ин-та исторических исследований Венского университета, затем эмерит-директор.
Членкор Американской академии медиевистики и Королевского исторического общества, Словенской АН и искусств.
Его самым выдающимся учеником указывают Вальтера Поля.
Оказал влияние на Патрика Гири. Самым настойчивым критиком Х. Вольфрама указывают Вальтера Гоффарта.
Среди его наград Австрийский почётный знак «За науку и искусство» (2000).

## Научные труды
- Geschichte der Goten (1979, 2001; переведена на английский {1987[9]}, французский, итальянский и русский)
- Das Reich und die Germanen (1990, 1992; переведена на английский {1997[9]})
- Konrad II. (1024—1039). Kaiser dreier Reiche (2000)

На англ. яз.
- History of the Goths (1990, перевод Thomas J. Dunlop) ISBN 9780520069831
- The Roman Empire and its Germanic Peoples (University of California Press, 1997; перевод с нем. Thomas Dunlap) ISBN 0-520-08511-6

На рус. яз.
- Вольфрам Хервиг. Готы. От истоков до середины VI века: (опыт исторической этнографии). / Перевод с немецкого Б. Миловидов, М. Щукин. — СПб.: Ювента, 2003. — 654 с. — (Историческая библиотека). — 2000 экз. — ISBN 5-87399-142-1.